# NSWRL 1908/Ergebnisse
Diese Liste enthält die Ergebnisse der regulären Saison der NSWRL 1908. Die reguläre Saison startete am 20. April und endete am 8. August. Sie umfasste 10 Runden.

## Runde 1
| 20. April 14:00 | Eastern Suburbs | 32 : 16 | Newtown Jets | Wentworth Park, Sydney Zuschauer: 3.000 Schiedsrichter: Edward Hooper |
| 20. April 14:00 | (11:10) Bericht |         |              | Wentworth Park, Sydney Zuschauer: 3.000 Schiedsrichter: Edward Hooper |

| 20. April 14:00 | South Sydney Rabbitohs | 11 : 7 | North Sydney Bears | Birchgrove Oval, Sydney Zuschauer: 3.000 Schiedsrichter: George Boss |
| 20. April 14:00 | (5:2) Bericht          |        |                    | Birchgrove Oval, Sydney Zuschauer: 3.000 Schiedsrichter: George Boss |

| 20. April 15:15 | Balmain Tigers | 24 : 0 | Western Suburbs Magpies | Birchgrove Oval, Sydney Zuschauer: 3.000 Schiedsrichter: George Seabrook |
| 20. April 15:15 | Bericht        |        |                         | Birchgrove Oval, Sydney Zuschauer: 3.000 Schiedsrichter: George Seabrook |

| 20. April 15:15 | Glebe   | 8 : 5 | Newcastle Rebels | Wentworth Park, Sydney Zuschauer: 3.000 Schiedsrichter: Tom Costello |
| 20. April 15:15 | Bericht |       |                  | Wentworth Park, Sydney Zuschauer: 3.000 Schiedsrichter: Tom Costello |

## Runde 2
| 25. April 15:15 | Balmain Tigers | 5 : 10 | North Sydney Bears | Birchgrove Oval, Sydney Zuschauer: 1.500 Schiedsrichter: Fred Henlen |
| 25. April 15:15 | (0:8) Bericht  |        |                    | Birchgrove Oval, Sydney Zuschauer: 1.500 Schiedsrichter: Fred Henlen |

| 25. April 15:15 | Glebe         | 7 : 2 | Newtown Jets | Wentworth Park, Sydney Zuschauer: 500 Schiedsrichter: George Boss |
| 25. April 15:15 | (7:0) Bericht |       |              | Wentworth Park, Sydney Zuschauer: 500 Schiedsrichter: George Boss |

| 25. April 15:15 | South Sydney Rabbitohs | 42 : 7 | Western Suburbs Magpies | Royal Agricultural Society Showground, Sydney Schiedsrichter: Edward Hooper |
| 25. April 15:15 | (26:2) Bericht         |        |                         | Royal Agricultural Society Showground, Sydney Schiedsrichter: Edward Hooper |

| 9. Mai 14:00 | South Sydney Rabbitohs | 23 : 2 | Cumberland | Royal Agricultural Society Showground, Sydney Zuschauer: 20.000 Schiedsrichter: George Seabrook |
| 9. Mai 14:00 | (6:2) Bericht          |        |            | Royal Agricultural Society Showground, Sydney Zuschauer: 20.000 Schiedsrichter: George Seabrook |

## Runde 3
| 16. Mai 14:00 | Newcastle Rebels | 37 : 0 | Cumberland | Wentworth Park, Sydney Zuschauer: 3.000 Schiedsrichter: Charlie Hutchison |
| 16. Mai 14:00 | (16:0) Bericht   |        |            | Wentworth Park, Sydney Zuschauer: 3.000 Schiedsrichter: Charlie Hutchison |

| 16. Mai 15:15 | Balmain Tigers | 13 : 13 | Newtown Jets | Birchgrove Oval, Sydney Zuschauer: 2.500 Schiedsrichter: George Seabrook |
| 16. Mai 15:15 | (8:7) Bericht  |         |              | Birchgrove Oval, Sydney Zuschauer: 2.500 Schiedsrichter: George Seabrook |

| 16. Mai 15:15 | Glebe         | 25 : 8 | Western Suburbs Magpies | Wentworth Park, Sydney Zuschauer: 3.000 Schiedsrichter: Edward Hooper |
| 16. Mai 15:15 | (7:0) Bericht |        |                         | Wentworth Park, Sydney Zuschauer: 3.000 Schiedsrichter: Edward Hooper |

| 16. Mai 15:15 | South Sydney Rabbitohs | 12 : 13 | Eastern Suburbs | Royal Agricultural Society Showground, Sydney Zuschauer: 3.000 Schiedsrichter: Tom Costello |
| 16. Mai 15:15 | (6:5) Bericht          |         |                 | Royal Agricultural Society Showground, Sydney Zuschauer: 3.000 Schiedsrichter: Tom Costello |

## Runde 4
| 23. Mai 14:00 | Western Suburbs Magpies | 2 : 24 | Newcastle Rebels | Royal Agricultural Society Showground, Sydney Zuschauer: 1.500 Schiedsrichter: Arthur Welch |
| 23. Mai 14:00 | (2:0) Bericht           |        |                  | Royal Agricultural Society Showground, Sydney Zuschauer: 1.500 Schiedsrichter: Arthur Welch |

| 23. Mai 15:15 | Cumberland     | 6 : 16 | Newtown Jets | Birchgrove Oval, Sydney Schiedsrichter: George Seabrook |
| 23. Mai 15:15 | (0:11) Bericht |        |              | Birchgrove Oval, Sydney Schiedsrichter: George Seabrook |

| 23. Mai 15:15 | Eastern Suburbs | 21 : 8 | Balmain Tigers | Royal Agricultural Society Showground, Sydney Zuschauer: 1.500 Schiedsrichter: Edward Hooper |
| 23. Mai 15:15 | (8:0) Bericht   |        |                | Royal Agricultural Society Showground, Sydney Zuschauer: 1.500 Schiedsrichter: Edward Hooper |

| 23. Mai 15:15 | Glebe         | 7 : 2 | North Sydney Bears | Wentworth Park, Sydney Zuschauer: 1.000 Schiedsrichter: Tom Costello |
| 23. Mai 15:15 | (4:2) Bericht |       |                    | Wentworth Park, Sydney Zuschauer: 1.000 Schiedsrichter: Tom Costello |

## Runde 5
| 30. Mai 14:00 | Eastern Suburbs | 9 : 8 | Western Suburbs Magpies | Royal Agricultural Society Showground, Sydney Zuschauer: 800 Schiedsrichter: George Seabrook |
| 30. Mai 14:00 | (6:3) Bericht   |       |                         | Royal Agricultural Society Showground, Sydney Zuschauer: 800 Schiedsrichter: George Seabrook |

| 30. Mai 15:15 | Glebe         | 22 : 7 | Cumberland | Wentworth Park, Sydney Zuschauer: 1.200 Schiedsrichter: Edward Hooper |
| 30. Mai 15:15 | (7:0) Bericht |        |            | Wentworth Park, Sydney Zuschauer: 1.200 Schiedsrichter: Edward Hooper |

| 30. Mai 15:15 | North Sydney Bears | 21 : 9 | Newcastle Rebels | Birchgrove Oval, Sydney Zuschauer: 700 Schiedsrichter: George Boss |
| 30. Mai 15:15 | (5:4) Bericht      |        |                  | Birchgrove Oval, Sydney Zuschauer: 700 Schiedsrichter: George Boss |

| 30. Mai 15:15 | South Sydney Rabbitohs | 31 : 3 | Newtown Jets | Royal Agricultural Society Showground, Sydney Zuschauer: 800 Schiedsrichter: Fred Henlen |
| 30. Mai 15:15 | (19:3) Bericht         |        |              | Royal Agricultural Society Showground, Sydney Zuschauer: 800 Schiedsrichter: Fred Henlen |

## Runde 6
| 13. Juni 14:00 | Newtown Jets | 8 : 17 | Newcastle Rebels | Royal Agricultural Society Showground, Sydney Zuschauer: 14.000 Schiedsrichter: George Seabrook |
| 13. Juni 14:00 | Bericht      |        |                  | Royal Agricultural Society Showground, Sydney Zuschauer: 14.000 Schiedsrichter: George Seabrook |

| 20. Juni 15:15 | Balmain Tigers | 16 : 4 | Cumberland | Birchgrove Oval, Sydney Zuschauer: 1.200 Schiedsrichter: Charlie Hutchison |
| 20. Juni 15:15 | (6:2) Bericht  |        |            | Birchgrove Oval, Sydney Zuschauer: 1.200 Schiedsrichter: Charlie Hutchison |

| 20. Juni 15:15 | Eastern Suburbs | 19 : 11 | North Sydney Bears | Royal Agricultural Society Showground, Sydney Zuschauer: 1.500 Schiedsrichter: Edward Hooper |
| 20. Juni 15:15 | (8:0) Bericht   |         |                    | Royal Agricultural Society Showground, Sydney Zuschauer: 1.500 Schiedsrichter: Edward Hooper |

| 20. Juni 15:30 | Glebe         | 5 : 21 | South Sydney Rabbitohs | Wentworth Park, Sydney Zuschauer: 1.500 Schiedsrichter: Tom Costello |
| 20. Juni 15:30 | (0:8) Bericht |        |                        | Wentworth Park, Sydney Zuschauer: 1.500 Schiedsrichter: Tom Costello |

## Runde 7
| 27. Juni 14:00 | Eastern Suburbs | 26 : 5 | Cumberland | Royal Agricultural Society Showground, Sydney Zuschauer: 4.000 Schiedsrichter: Fred Henlen |
| 27. Juni 14:00 | (13:2) Bericht  |        |            | Royal Agricultural Society Showground, Sydney Zuschauer: 4.000 Schiedsrichter: Fred Henlen |

| 27. Juni 15:15 | Balmain Tigers | 3 : 16 | Glebe | Birchgrove Oval, Sydney Zuschauer: 3.000 Schiedsrichter: Edward Hooper |
| 27. Juni 15:15 | (3:3) Bericht  |        |       | Birchgrove Oval, Sydney Zuschauer: 3.000 Schiedsrichter: Edward Hooper |

| 27. Juni 15:15 | South Sydney Rabbitohs | 30 : 11 | Newcastle Rebels | Royal Agricultural Society Showground, Sydney Zuschauer: 4.000 Schiedsrichter: Charlie Hutchison |
| 27. Juni 15:15 | (8:9) Bericht          |         |                  | Royal Agricultural Society Showground, Sydney Zuschauer: 4.000 Schiedsrichter: Charlie Hutchison |

| 27. Juni 15:15 | Western Suburbs Magpies | 8 : 23 | North Sydney Bears | Wentworth Park, Sydney Zuschauer: 800 Schiedsrichter: Tom Costello |
| 27. Juni 15:15 | (3:6) Bericht           |        |                    | Wentworth Park, Sydney Zuschauer: 800 Schiedsrichter: Tom Costello |

## Runde 8
| 4. Juli 14:00 | Cumberland    | 14 : 6 | Western Suburbs Magpies | Birchgrove Oval, Sydney Zuschauer: 3.000 Schiedsrichter: Charlie Hutchison |
| 4. Juli 14:00 | (4:2) Bericht |        |                         | Birchgrove Oval, Sydney Zuschauer: 3.000 Schiedsrichter: Charlie Hutchison |

| 4. Juli 14:00 | Newtown Jets  | 7 : 15 | North Sydney | Wentworth Park, Sydney Zuschauer: 800 Schiedsrichter: Edward Hooper |
| 4. Juli 14:00 | (4:5) Bericht |        |              | Wentworth Park, Sydney Zuschauer: 800 Schiedsrichter: Edward Hooper |

| 4. Juli 15:15 | Balmain Tigers | 5 : 28 | Newcastle Rebels | Birchgrove Oval, Sydney Zuschauer: 3.000 Schiedsrichter: Fred Henlen |
| 4. Juli 15:15 | (3:6) Bericht  |        |                  | Birchgrove Oval, Sydney Zuschauer: 3.000 Schiedsrichter: Fred Henlen |

| 4. Juli 15:15 | Glebe         | 11 : 5 | Eastern Suburbs | Wentworth Park, Sydney Zuschauer: 800 Schiedsrichter: Edward Hooper |
| 4. Juli 15:15 | (3:5) Bericht |        |                 | Wentworth Park, Sydney Zuschauer: 800 Schiedsrichter: Edward Hooper |

## Runde 9
| 25. Juli 14:00 | Newtown Jets  | 5 : 6 | Western Suburbs Magpies | Wentworth Park, Sydney Zuschauer: 200 Schiedsrichter: George Seabrook |
| 25. Juli 14:00 | (0:0) Bericht |       |                         | Wentworth Park, Sydney Zuschauer: 200 Schiedsrichter: George Seabrook |

| 25. Juli 15:15 | Balmain Tigers | 2 : 16 | South Sydney Rabbitohs | Birchgrove Oval, Sydney Zuschauer: 800 Schiedsrichter: Tom McMahon Sr. |
| 25. Juli 15:15 | (2:10) Bericht |        |                        | Birchgrove Oval, Sydney Zuschauer: 800 Schiedsrichter: Tom McMahon Sr. |

| 25. Juli 15:15 | Cumberland     | 0 : 45 | North Sydney Bears | Wentworth Park, Sydney Zuschauer: 200 Schiedsrichter: Arthur Welch |
| 25. Juli 15:15 | (0:21) Bericht |        |                    | Wentworth Park, Sydney Zuschauer: 200 Schiedsrichter: Arthur Welch |

| 25. Juli 15:15 | Eastern Suburbs | 34 : 17 | Newcastle Rebels | Royal Agricultural Society Shwoground, Sydney Zuschauer: 400 Schiedsrichter: Charlie Hutchison |
| 25. Juli 15:15 | (17:7) Bericht  |         |                  | Royal Agricultural Society Shwoground, Sydney Zuschauer: 400 Schiedsrichter: Charlie Hutchison |

## Runde 10
| 8. August 14:00 | Newtown Jets  | 0 : 21 | North Sydney Bears | Birchgrove Oval, Sydney Zuschauer: 3.000 Schiedsrichter: Tom McMahon Sr. |
| 8. August 14:00 | (0:5) Bericht |        |                    | Birchgrove Oval, Sydney Zuschauer: 3.000 Schiedsrichter: Tom McMahon Sr. |

| 8. August 15:15 | Eastern Suburbs | 24 : 2 | Western Suburbs Magpies | Royal Agricultural Society Showground, Sydney Zuschauer: 200 Schiedsrichter: Charlie Hutchison |
| 8. August 15:15 | Bericht         |        |                         | Royal Agricultural Society Showground, Sydney Zuschauer: 200 Schiedsrichter: Charlie Hutchison |

| 8. August 15:15 | Glebe         | 5 : 10 | Balmain Tigers | Birchgrove Oval, Sydney Zuschauer: 3.000 Schiedsrichter: M. McDermott |
| 8. August 15:15 | (2:8) Bericht |        |                | Birchgrove Oval, Sydney Zuschauer: 3.000 Schiedsrichter: M. McDermott |

| 8. August 15:15 | South Sydney Rabbitohs | 8 : 3 | Newcastle Rebels | Wentworth Park, Sydney Zuschauer: 200 Schiedsrichter: Edward Hooper |
| 8. August 15:15 | (3:0) Bericht          |       |                  | Wentworth Park, Sydney Zuschauer: 200 Schiedsrichter: Edward Hooper |